# Markthalle (Braunschweig)

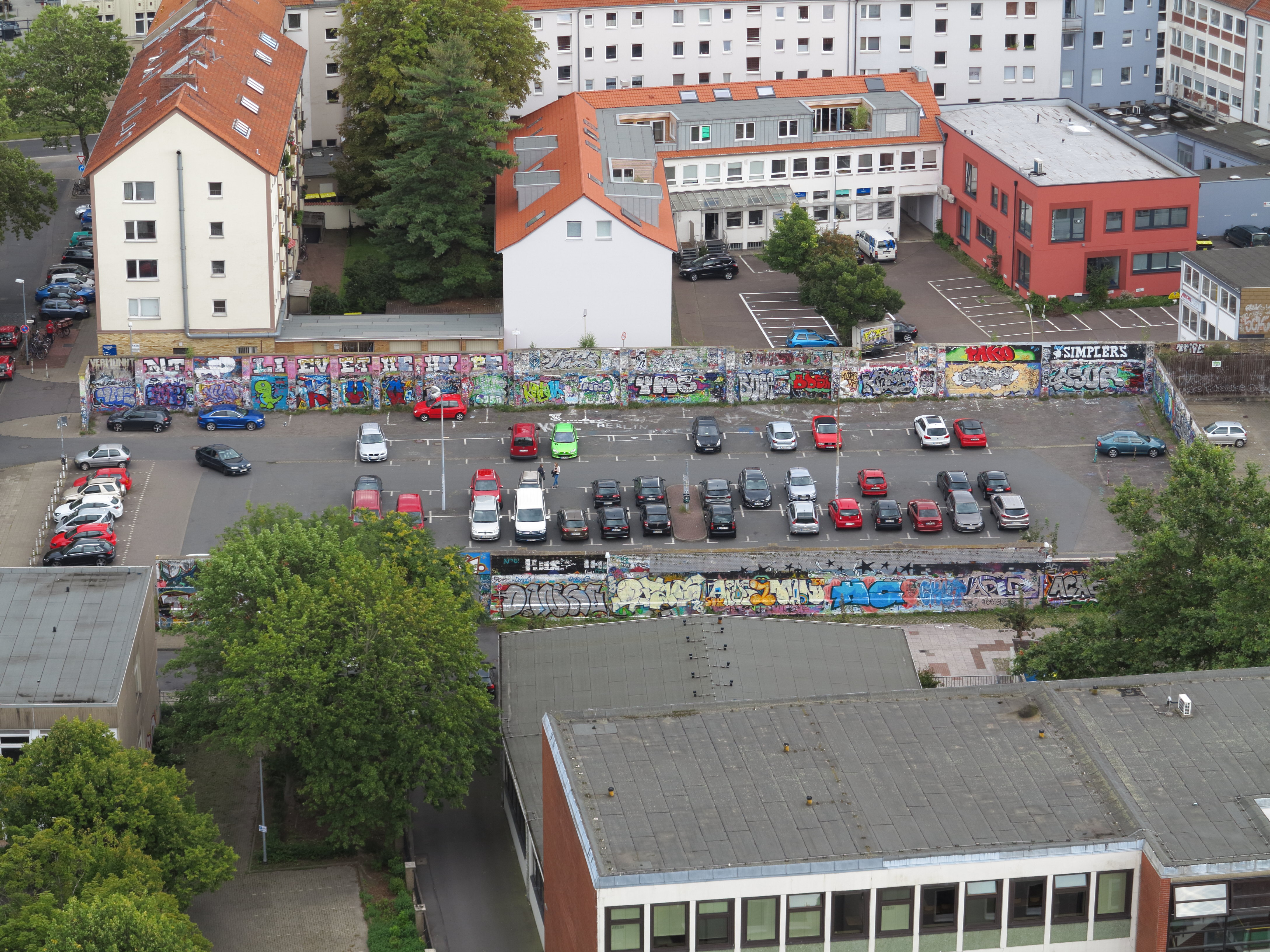
Gelände der ehemaligen Markthalle, Zustand 2017 (noch von drei alten Mauern umschlossen)

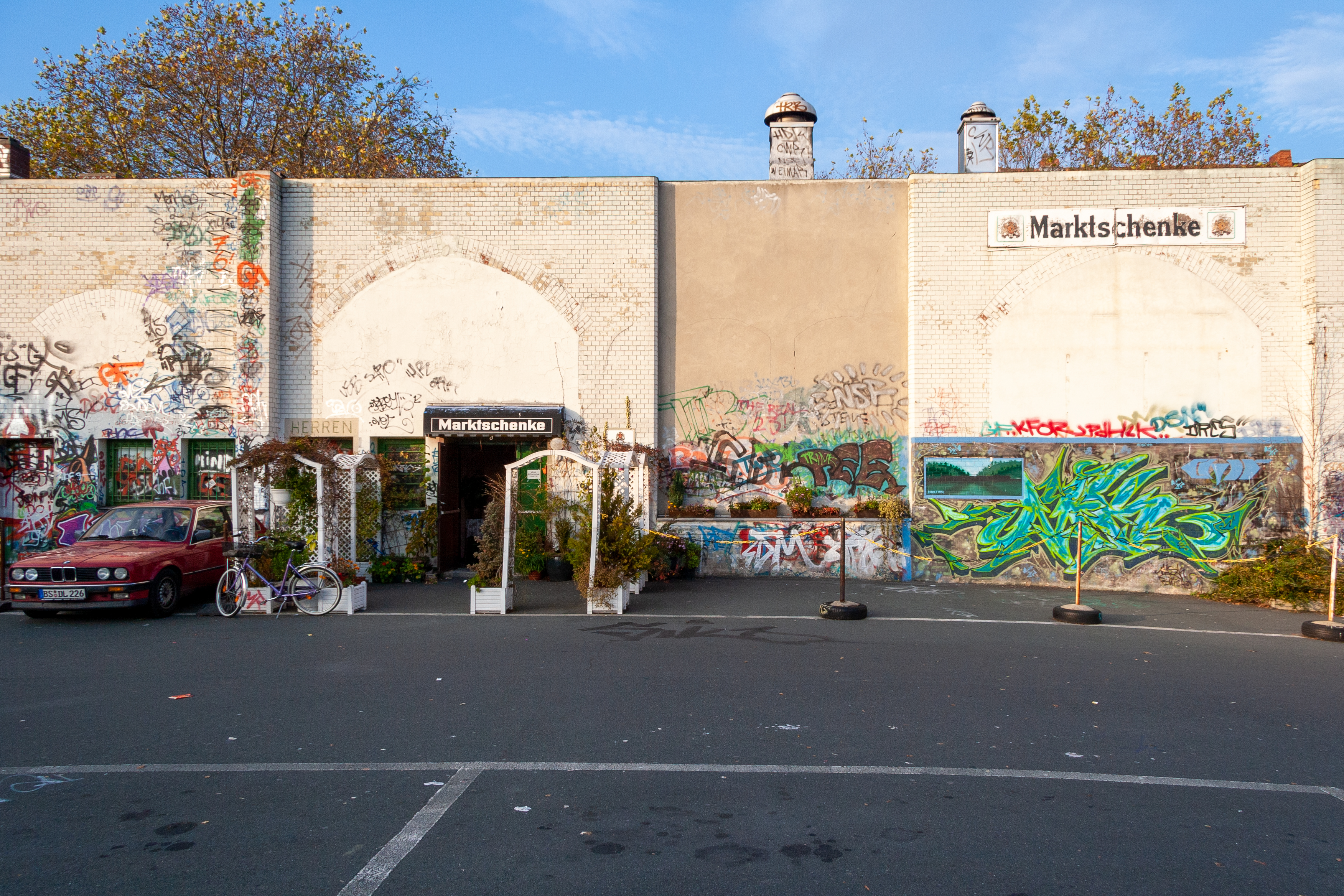
Marktschenke, Zustand 2004

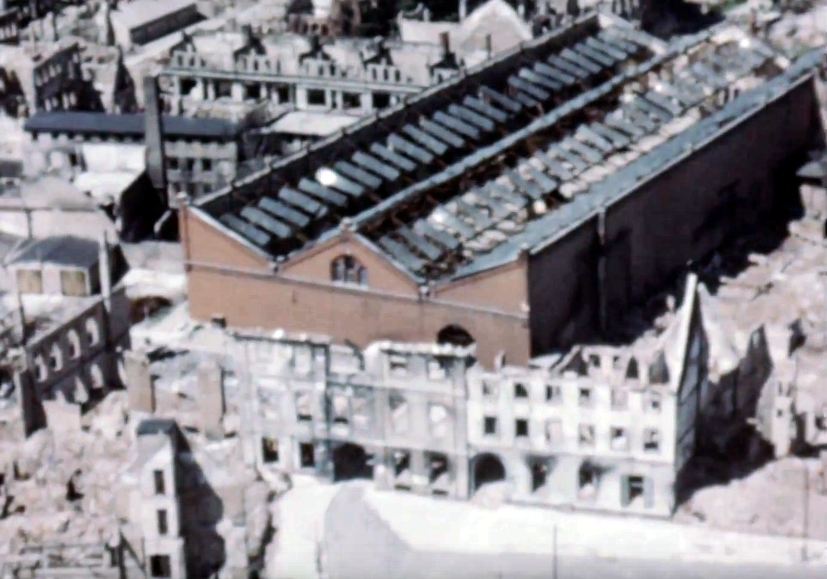
Luftbild der Markthalle und des Palais im Juni 1945

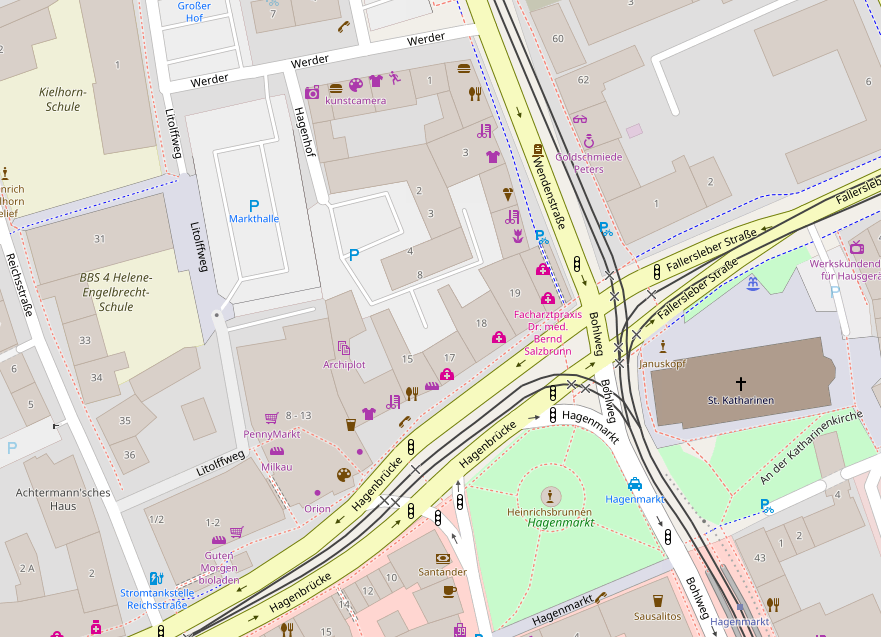
Lage der Markthalle

Die städtische Markthalle in Braunschweig befand sich auf einem rückwärtigen Grundstück, nördlich des Hagenmarktes im Weichbild Hagen. Die Halle wurde von 1897 bis 1976 genutzt sowie in eingeschränkter Form bis 1985. Nachdem sie im Zweiten Weltkrieg schwer beschädigt worden war, wird das Gelände gegenwärtig als Parkplatz für etwa 155 Fahrzeuge genutzt.

## Geschichte
Die Markthalle wurde am 1. Oktober 1897 eröffnet. Bereits am 28. September 1897 wurde in diesem Zusammenhang der Wochenmarkt auf dem Hagenmarkt aufgehoben.
Der Bau der Markthalle begann 1895. Dafür wurde wahrscheinlich zuvor auch die Oker bzw. der Burgmühlengraben in diesem Bereich verrohrt. Die 100 m lange, 40 m breite und 7,3 m hohe, gedeckte Markthalle für 128 feste Stände wurde nach Plänen der Braunschweiger Architekten Ludwig Winter und Max Osterloh auf verschiedenen Grundstücken errichtet: Im großen Garten des Palais von Schleinitz bzw. des Hauses der Braunschweiger Kaufmannsfamilie Huch (Hagenmarkt 13), sowie Teilen der Wendenstraße und des Werders. Das Schleinitzsche Palais wurde 1886 durch die Huchs verkauft und kam so in städtischen Besitz. Um einen Zugang zur Markthalle zu ermöglichen, wurde ein Durchgang durch die Däle im Erdgeschoss des Palais geschaffen. Neben diesem Haupteingang gab es einen weiteren Zugang an der Nordseite über den Werder. Die Fassade der Markthalle bestand aus unverputzten roten Backsteinwänden, welche auf einem Sockel aus Natursteinen stand. Bis auf eine Höhe von 2,30 Metern waren die Wände an den Innenseiten weiß glasiert. Die Halle wurde von einer stählernen Dachkonstruktion überspannt, die zu großen Teilen mit Glasflächen unterbrochen wurde. An der Westseite befand sich eine 100 m lange befensterte Fassade. Es gab kein Obergeschoss und in der Südwestecke war ein ca. 1000 m² großer Keller vorhanden. In der kleinteiligen Altstadt war die Halle eines der größten Bauwerke. Während der „Teuerungsunruhen“ in der Stadt am 12. August 1922 wurde auch die Markthalle geplündert.
Durch die zahlreichen Luftangriffe im Zweiten Weltkrieg, insbesondere den Bombenangriff vom 15. Oktober 1944, wurde auch die Markthalle, vor allem deren Dach, beschädigt. Die Halle verblieb in der Nachkriegszeit ohne Dach und mit teilweise zurückgebauten Seitenwänden. Diese wurden aus Standsicherheitsgründen immer weiter zurückgebaut. Die Dachkonstruktion wurde komplett zurückgebaut. In der Halle befanden sich danach kleine überdachte massive Marktstandbuden, mit denen der Marktbetrieb ab 1947 wieder aufrechterhalten werden konnte. Das Vorderhaus am Hagenmarkt war schwer beschädigt worden und wurde deshalb abgerissen. Dadurch erhielt die Markthalle eine Zufahrt vom Hagenmarkt aus.
Anfang der 1970er Jahre ließ der Marktbetrieb spürbar nach, so gab es 1975 nur noch 30 Stände. Anfang Juni 1976 wurde der bisherige Betrieb der Markthalle eingestellt. Um dort zukünftig einen Wochenmarkt veranstalten zu können, welcher bis dahin auf dem Werder abgehalten wurde, begannen Umgestaltungsarbeiten. Die Ladenhäuschen wurden dabei abgerissen. Nur an den Mauern verblieben wenige Ladenhäuschen. Am 22. September 1976 wurde das Areal wieder eröffnet. Außerhalb der Wochenmarktzeiten konnte der Hof seitdem zum Parken genutzt werden. Bei der Bebauung des Hagenmarkts und der Hagenbrücke Ende der 1970er Jahre wurde der direkte Zugang zum Hagenmarkt bebaut und ein neuer Durchgang in Form einer Passage von der Hagenbrücke zur Markthalle geschaffen, was ebenfalls zu Umsatzrückgängen führte. Der Wochenmarkt wurde dort bis April 1985 betrieben und am 27. April wieder zum Werder zurückverlegt. Auch die restlichen Buden wurden abgerissen, die Marktschenke verblieb jedoch bis 2007. Im Frühjahr 2000 erfolgte eine erneute Verlegung des Wochenmarkts vom Werder zum Platz vor der Alten Waage. Seit der Schließung des Markthallenbetriebs wurde das Gelände gänzlich als öffentlicher Parkplatz genutzt. Am 1. Februar 1989 wurde dort der erste Parkscheinautomat Braunschweigs in Betrieb genommen.
2008 gab es Planungen, auf dem Markthallengelände eine Sporthalle zu errichten. Die Pläne wurden jedoch nicht umgesetzt. Seit längerer Zeit wird immer wieder der Wunsch nach einer neuen Markthalle für Braunschweig geäußert, bisher wurden aber keine Planungen in diese Richtung umgesetzt. Bei den Forderungen wurden sowohl verschiedene neue Standorte vorgeschlagen als auch die Errichtung einer Markthalle am alten Standort.